# El viaje del héroe (película)
El viaje del héroe. Un retrato biográfico (en inglés The Hero's Journey: A Biographical Portrait, también The Hero's Journey: The World of Joseph Campbell) es una biografía cinematográfica de 1987 del mitólogo Joseph Campbell (1904-1987) dirigida por Janelle Balnicke y David Kennard. En los años inmediatamente antes de su muerte, Campbell fue filmado en conversación con sus amigos y colegas, discutiendo su propia vida y carrera en términos de los mitos que estudió a través de su biografía.
Las conversaciones en la película condujeron al libro publicado en 1990 The Hero's Journey: Joseph Campbell on His Life and Work (El viaje del héroe. Joseph Campbell en su vida y obra).

## Reparto
| Actor           | Personaje                            | Notas |
| --------------- | ------------------------------------ | ----- |
| Peter Donat     | Él mismo                             | Voz   |
| Joseph Campbell | Él mismo                             |       |
| Richard Adams   | El autor británico de Watership Down |       |
| James Hillman   | Psicólogo                            |       |
| George Lucas    | Él mismo                             |       |